# چهره: یک روز کلاسیک مدرن
چهره: یک روز کلاسیک مدرن (به هندی: Chehere: A Modern Day Classic) فیلمی محصول سال ۲۰۱۵ و به کارگردانی روهیت کاشیک است. در این فیلم بازیگرانی همچون جکی شروف، مانیشا کویرالا، گلشن گروور، دیویا دوتا، هیریشتا بهات، آریا بابار و راکش بدی ایفای نقش کرده‌اند.